# Richard Nutley
Richard Nutley (1670-1729) est un avocat, homme politique et juge né en Angleterre et affecté à des fonctions officielles au début du XVIIIe siècle en Irlande. Tout en ayant une carrière juridique et politique importante, il est un ami de Jonathan Swift.

## Famille
Il est le deuxième fils du célèbre William Nutley, un des principaux avocats du Middle Temple; son frère, également appelé William, a une certaine réputation de poète. Il s'inscrit à New Inn, Université d'Oxford en 1688, diplômé Bachelor of Arts 1691, et deient maître ès arts en 1694 .

## Carrière
Il suit le chemin de son père et entre au Middle Temple en 1695 et est admis au barreau en 1698. Il se rend en Irlande en 1699 en tant que secrétaire de la Commission royale sur les domaines confisqués. Il entre au King's Inn la même année et est élu à la Chambre des communes irlandaise en tant que député de Lisburn en 1703. Son travail au barreau irlandais est extrêmement fructueux : il réussit à payer à son frère William une pension de 300 £ par an.
Le plus puissant de ses alliés politiques est James Butler (2e duc d'Ormonde), à la tête de la grande dynastie des Butler et à deux reprises Lord lieutenant d'Irlande. On sait que Nutley est son agent financier en 1703, s'efforçant de collecter des fonds dans les domaines familiaux (qui sont lourdement grevés d'hypothèques), avant de devenir son intendant . C'est l'influence d'Ormonde qui conduit à la nomination de Nutley à la Cour du Banc du Roi (Irlande) en 1711 . 
Il est un juge qui a des opinions particulièrement portées vers les conservateurs, ce qui entraîne de graves divergences avec ses collègues, même s'ils sont généralement aussi enclins à pencher du même coté. Ils l'accusent de fausseté pure et simple et de tordre la loi dans ses jugements à des fins politiques. Dès 1712, son renvoi du siège est évoqué. Au cours de ces années, la Couronne et Dublin Corporation se disputent âprement au sujet de la nomination du maire de Dublin et d'autres responsables. Nutley, comme tous ses collègues du Banc, se range du côté de la Couronne et signe un rapport justifiant la position de la Couronne en la matière. Nutley est envoyé à Londres en 1714 pour expliquer la conduite des juges . 
Les affaires officielles à Dublin aboutissent à une impasse: Constantine Henry Phipps, Lord Chancelier d'Irlande, est en grande partie responsable de la controverse . Elrington Ball, peut-être avec une certaine exagération, appelle Phipps "le pivot sur lequel tout débat a tourné". Nutley ne peut pas éviter de se laisser entraîner dans les attaques contre Phipps, puisque les deux hommes sont politiquement très proches. Nutley est méchamment appelé la "créature" de Phipps. En 1713, le bruit court, à tort, que le nouveau Lord lieutenant d'Irlande, le duc de Shrewsbury, demande le renvoi de Phipps et de Nutley avant de quitter son poste . 
Nutley réussit à rester en poste jusqu'en août 1714, date à laquelle, à la mort de la reine Anne, le nouveau roi George Ier destitue ses juges irlandais en bloc. Le duc d'Ormonde, le patron de Nutley, le nomme commissaire adjoint de l'Abbaye de Westminster, mais le doyen et le chapitre de Westminster opposent leur veto à la nomination et il retourne à son cabinet au barreau irlandais . 

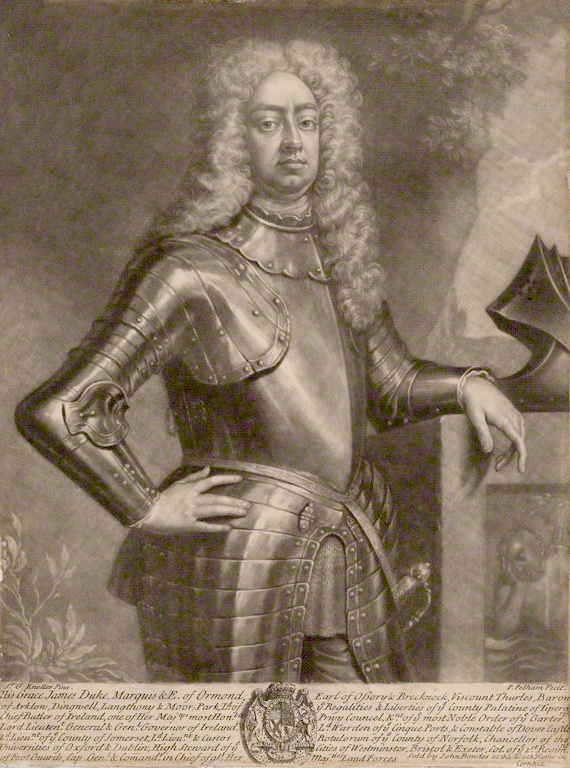
James Butler, 2e duc d'Ormonde, le plus puissant protecteur de Nutley

La défection d'Ormonde à la cause jacobite, qui provoque son départ pour la France en août 1715 et la fin de sa carrière, est un coup dur pour Nutley. Il a prévu de suivre Ormonde en exil, mais il semble que ses propres convictions politiques n’aient pas été suffisamment fortes pour qu’il abandonne ce qui est toujours, malgré sa perte de charge, une vie assez confortable à Dublin .  
En 1716, l'ancienne controverse entre Dublin Corporation et la Couronne est relancée. Nutley est entendu par la Chambre des communes irlandaise sur le rapport qu'il a signé en 1712-3. Il insiste sur le fait qu'il a agi de manière impartiale, mais les Communes adoptent une résolution recommandant sa destitution. Le problème s'est rapidement estompé: aucune autre mesure n'a été prise contre Nutley et, en 1723, il est suggéré de le nommer de nouveau à la magistrature, mais cela n'aboutit pas . 
Il meurt d'appendicite à Dublin en 1729 et est enterré à l'église Sainte-Marie de Dublin. Il épouse Phillipa Venables en 1708. 